# João Paulo II (Goiânia)
João Paulo II é um bairro de periferia, pertencente ao município de Goiânia, capital de Goiás, na Região Norte da cidade. Localiza-se entre ruas do bairro Vale dos Sonhos.
Sua história iniciou com uma iniciativa do governo de Goiás, a prefeitura de Goiânia e a Agência Municipal de Habitação. Inicialmente aprovado em 2007 por meio de um decreto municipal, sua construção ficou em latência até 2010, ano em que o Ministério Público declarou o bairro como ilegal.
O bairro, que contém mais de 820 terrenos, teve suas obras retomadas em dezembro de 2011. No ano seguinte, no mês de abril, a linha 345 começou a passar pelo bairro, fazendo a ligação deste com o Jardim Guanabara. João Paulo II foi regularizado em maio de 2012.
Segundo dados do Instituto Brasileiro de Geografia e Estatística (IBGE), divulgados pela prefeitura, no Censo 2010 a população do João Paulo II era de 221 pessoas.